# 刘氏祠堂 (汶上县)
刘氏祠堂位于山东省汶上县南旺镇政府内，是一座清朝修建的刘姓家族祠堂。
2011年12月，刘氏祠堂列入第四批济宁市文物保护单位，类别为古建筑，时代为清。其它资料称，刘氏祠堂是大运河(第七批全国重点文物保护单位)在济宁市南旺镇的子项之一:33。2017年，汶上县各级文物保护单位中，刘氏祠堂仍归为济宁市文物保护单位。